# Atta sexdens
Atta sexdens is een mierensoort uit de onderfamilie Myrmicinae. De wetenschappelijke naam werd gepubliceerd in 1758 door Carl Linnaeus in de tiende editie van Systema naturae.

## Leefwijze
Atta sexdens voedt zich met zwammen die ze zelf kweken door ze te laten groeien op verzamelde hoopjes bladeren.